# Agroprodukt (tvrtka iz Buzeta)
Agroprodukt d.d. Buzet ime je za bivšu hrvatsku tvrtku koja je osnovana 1989. godine sa sjedištem u Buzetu. Osnovni proizvodi bili su poljoprivredni proizvodi, ugostiteljstvo, trgovina. Tvrtka je prestala s djelovanjem 2000. godine.

## Povijest
Izdvajanjem iz Radne organizacije Jadran Buzet, 1989. godine nastaje Agroprodukt d.d. Buzet, u svojem izdvajanju Agroprodukt preuzima sljedeće nekretnine
- farmu u Maloj Hubi

- klaonicu i mljekaru u Roču

- vinograde: Završje i Račici

- poljoprivredna zemljišta od Kamenih vrata do naselja Most

Godine 1992. dolazi do pretvorbe tvrtke u dioničko društvo, i svoju djelatnost proširuje na ugostiteljske poslove 1997. godine kupnjom buzetskog Hotel Funtana. Tri godine poslije tvrtka ulazi u stečaj zbog nemogućnosti plaćanja svojih potraživanja.   